# Johann Gottfried Galle

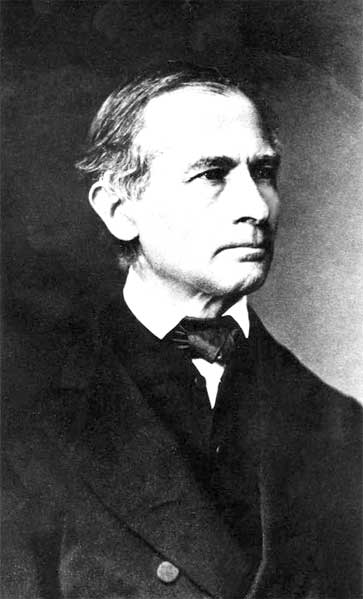
Johann Gottfried Galle (1880)

Johann Gottfried Galle (* 9. Juni 1812 in Radis; † 10. Juli 1910 in Potsdam) war ein deutscher Astronom, Klimatologe und Hochschullehrer. Er entdeckte in Zusammenarbeit mit Urbain Le Verrier den Planeten Neptun.

## Leben
Galle kam im Pabsthaus unweit der Gemeinde Radis (Pabst ist ein dortiges Waldstück) in der Nähe von Gräfenhainichen als erster Sohn des gleichnamigen Teerofenpächters Johann Gottfried Galle (1790–1853) und dessen Ehefrau Maria Henriette geb. Pannier (1790–1839) zur Welt. Er besuchte das Gymnasium in Wittenberg und studierte von 1830 bis 1833 an der Friedrich-Wilhelms-Universität Berlin. Anschließend übernahm er am Gymnasium von Guben eine Stelle im höheren Lehramt als Oberlehrer für Mathematik und Physik. Später wechselte er an das Friedrichswerdersche Gymnasium in Berlin.
1835 berief ihn sein ehemaliger Lehrer, der Astronomieprofessor Johann Franz Encke, als Gehilfen an die am Stadtrand neu errichtete Berliner Sternwarte. Dort arbeitete Galle die nächsten 16 Jahre, wobei er insbesondere einen Fraunhofer-Refraktor mit 9 Zoll (22,5 cm) Öffnung benutzte. 1838 entdeckte er einen inneren, dunklen Ring des Saturn. Von 1839 bis 1840 entdeckte er drei neue Kometen. 1845 wurde Galle zum Dr. phil. promoviert. In der Doktorarbeit hatte er sich mit den Aufzeichnungen des Dänen Ole Rømer zu Sternpositionen befasst.
Am Morgen des 23. September 1846 erhielt er einen Brief des Franzosen Urbain Le Verrier, der die Bahnstörungen des Planeten Uranus untersucht hatte. Le Verrier leitete daraus die Position eines noch unentdeckten Planeten ab und bat Galle, den entsprechenden Himmelsabschnitt abzusuchen. In derselben Nacht entdeckte Galle unter Mitwirkung seines Assistenten Heinrich Louis d’Arrest, nur 1° von der errechneten Position entfernt, einen Stern 8. Größe, der in der Berliner Akademischen Sternkarte nicht verzeichnet war. In der darauf folgenden Nacht konnte eine Eigenbewegung des Himmelskörpers von 4 Bogensekunden gemessen werden, womit die Planeteneigenschaft einwandfrei feststand. Galle lehnte es allerdings stets ab, als Entdecker des später Neptun genannten Planeten zu gelten; er sprach die Entdeckung Le Verrier zu.

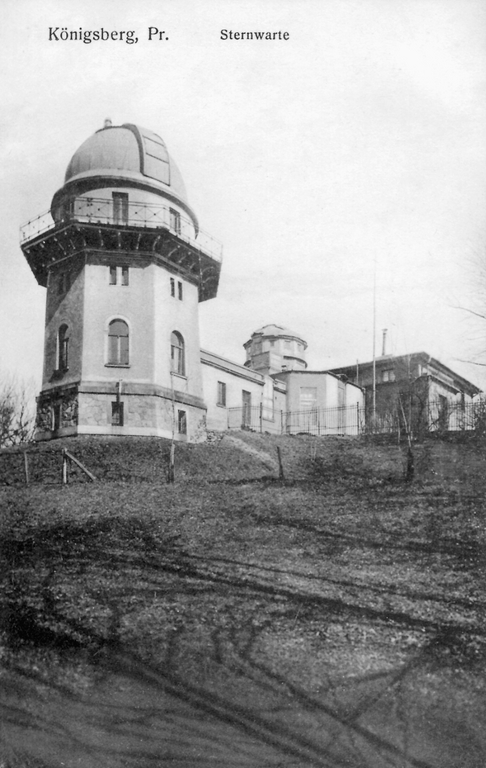
Königsberger Universitätssternwarte

1847 wurde Galle von Encke zum Nachfolger Friedrich Wilhelm Bessels als Direktor der Sternwarte Königsberg ausersehen. Bevor die von Friedrich Wilhelm IV. bereits verfügte Ernennung wirksam werden konnte, trat Galle Anfang 1848 nach einer von Carl Gustav Jacob Jacobi gegen ihn geführten Intrige von der Bewerbung zurück. Jacobi protegierte den langjährigen Assistenten von Bessel August Ludwig Busch, der dort dann auch dessen Nachfolger wurde.
1851 ging Galle nach Breslau, wo er zunächst die Leitung der dortigen Sternwarte und ab 1856 eine Professur für Astronomie an der Schlesischen Friedrich-Wilhelms-Universität Breslau übernahm. Dort war er über 45 Jahre lang tätig. Mit Hilfe der Beobachtungen des Asteroiden (8) Flora konnte Galle 1873 die zuvor von Johann Franz Encke mit Venus-Messungen bestimmte Astronomische Einheit genauer bestimmen und kam auf einen Wert von 148,33 Millionen Kilometer. Dieser Wert konnte erst 1954 von Wilhelm F. Rabe mit Hilfe der Beobachtungen des 1898 entdeckten und noch näher an der Erde vorbeiziehenden Asteroiden (433) Eros verbessert werden. Für das akademische Jahr 1875/76 wurde er zum Rektor gewählt. In der Breslauer Zeit setzte er sich mit der genauen Bahnbestimmung von Planeten auseinander und entwickelte Methoden zur Bestimmung der Höhe des Polarlichtes sowie der Bahn von Meteoren. Er fasste die Daten aller bis 1894 beobachteten Kometen in einem Werk zusammen.
Darüber hinaus befasste er sich mit dem Magnetismus der Erde und der Klimatologie. Insgesamt veröffentlichte er über 200 Werke.
1897 zog Galle nach Potsdam, wo er im Alter von 98 Jahren starb. Er hinterließ seine Frau und die beiden Söhne, den Geodäten Andreas Galle und Georg Galle (1860–1946).
Beerdigt wurde Galle auf dem evangelischen Maria-Magdalenen-Friedhof an der Steinstraße (polnisch: ul. Kamienna) in Breslau, der 1967 aufgelassen wurde.

## Ehrungen

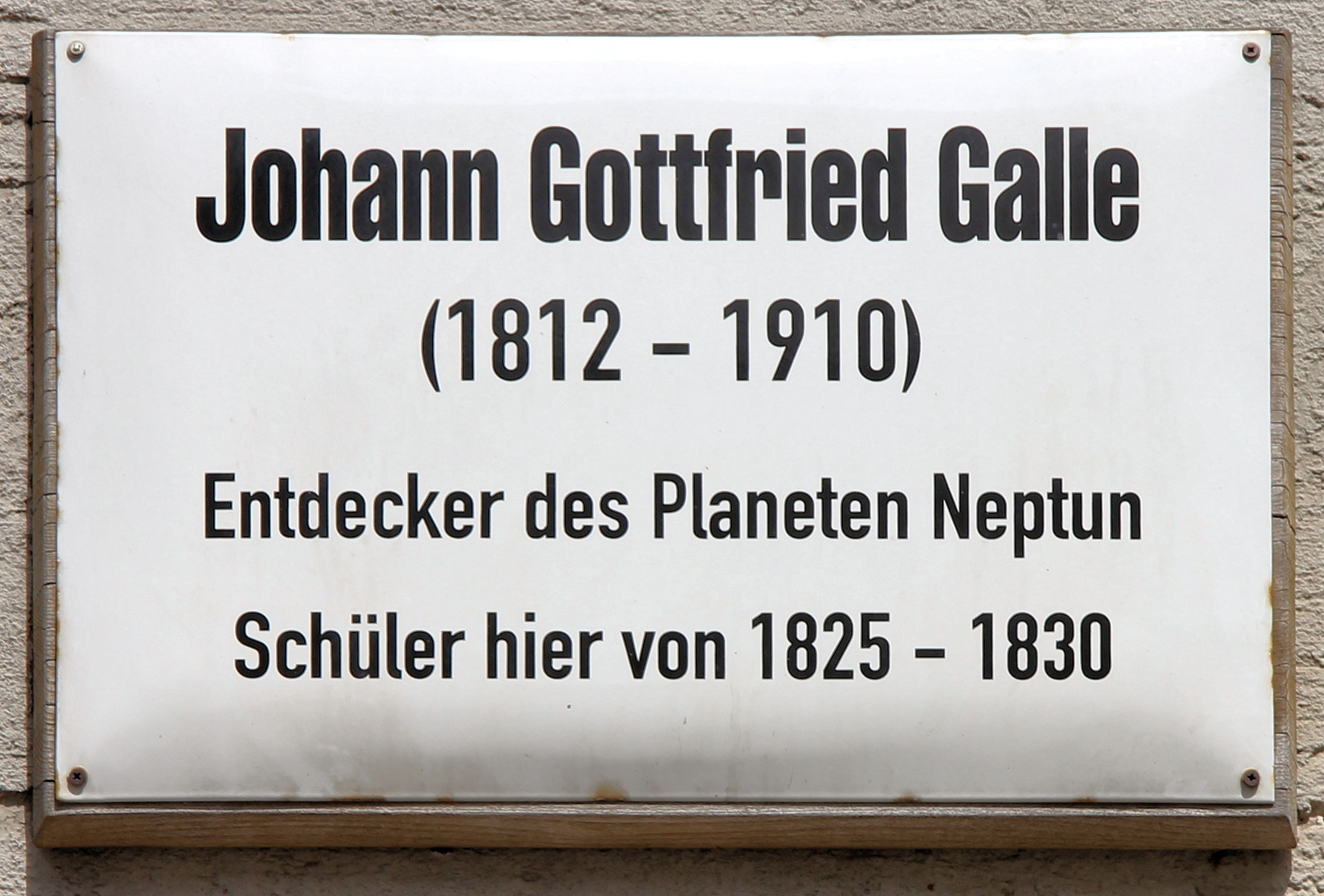
Gedenktafel am Haus Kirchplatz in der Lutherstadt Wittenberg

- Für die Entdeckung des Neptun erhielt er vom preußischen König den Roten Adlerorden und vom König von Frankreich die Ernennung zum Ritter der Ehrenlegion.[5]
- Er war Mitglied der Königlich Bayerischen Akademie der Wissenschaften und der britischen Royal Astronomical Society.
- Er wurde am 31. Dezember 1846 von König Christian VIII. von Dänemark mit der dänischen Verdienstmedaille Ingenio et arti ausgezeichnet.[6]
- Die Naturforschende Gesellschaft zu Emden nahm Galle im Jahr 1859 als korrespondierendes Ehrenmitglied in ihrer Gesellschaft auf.[7] Die Stadt Gräfenhainichen errichtete ihm 1977 ein Denkmal.
- Nach ihm benannt sind Galle (Mondkrater), Galle (Marskrater), ein Planetenring des Neptun sowie der Asteroid (2097) Galle.